# Hong Kong Phooey
Hong Kong Phooey (no Brasil, Hong Kong Fu e em Portugal, Hong Kong Phooey) é uma série de desenho animado americana que foi produzida pela Hanna-Barbera entre 1974 e 1976.

## História
"Quem é o super-herói? O Sargento?... Não. Rosemary a telefonista?... Não. Penry o humilde faxineiro?... Pode ser..." e assim, tinha início mais um episódio de Hong Kong Fu. O desenho retrata um jovem faxineiro que trabalha na delegacia de polícia, Penry, que sempre ao ouvir os relatos de Rosemary ao Sargento Flint sobre os vários pedidos de socorro na cidade, discretamente, sai de vista e se transforma no "super-magnífico lutador contra o crime", Hong Kong Fu, um lutador (um especialista) de artes marciais, usando um quimono vermelho e uma máscara sobre os olhos para manter sua identidade secreta, sai a procura dos bandidos e "super-vilões" da cidade, derrotando-os das mais variadas formas possíveis (ou nas mais variadas trapalhadas possíveis). Hong Kong Fu também é uma óbvia sátira aos seriados de Kung Fu que marcaram a época.
Incrivelmente, a série só teve 16 episódios, mas mesmo assim, é um campeão de reprises no Brasil, sendo reprisado durante toda a década de 70 e 80, o que leva muitos a acreditarem que tem muito mais episódios,

## Personagens[4]
- Penry: O faxineiro da delegacia, sempre calmo, desastrado e um pouco "desligado" (porém muito cativante), tenta fazer um ótimo trabalho na limpeza da delegacia, ao mesmo tempo que oculta sua identidade de Hong Kong Fu. Em um dos episódios trabalha com pintura.
- Hong Kong Fu: O poderoso defensor da justiça da cidade, alter ego de Penry, tem muita boa vontade, e é bem atrapalhado em seus salvamentos. Se transforma em Hong Kong Fu, quando entra na gaveta de baixo de um arquivo, e sai na de cima (que por sinal, sempre emperra). Ele anda no seu Fu Móvel (PhooeyMobile), um carro que parece uma quitanda chinesa, e toma a forma de qualquer veículo ao ser tocado um gongo, de bicicleta a helicóptero.
- China (Spot): é o fiel companheiro de Hong Kong Fu, é um gato listrado que sempre acaba por tirar o herói de suas enrascadas contra os vilões, enquanto ele está a procura do golpe certo no seu livro de Hong Kong Fu (livro que o herói consulta sobre seus golpes), sem ele mesmo ver, dando a ele a sensação de ter sido o herói.
- Sargento Flint (Sergeant Flint):  É o sargento da delegacia de polícia onde Penry trabalha, sempre tenta cumprir seus deveres como policial a tempo, mas quando chega nos locais, Hong Kong Fu já fez o serviço. Ironicamente, o Sargento Flint tem um certo menosprezo por Penry, mas um grande respeito por Hong Kong Fu.
- Rosemary: É a telefonista da delegacia de polícia que nutre um "amor" por Hong Kong Fu, é atenciosa com todos, e uma vez ou outra ajuda o Sargento Flint em suas missões.

## Episódios
nomes originais (em inglês)
- 01 - Car Thieves / Zoo Story
- 02 - Iron Head, The Robot / Cotton Pickin' Pocket Picker
- 03 - Grandma Goody / Candle Power
- 04 - The Penthouse Burglaries / Batty Bank Mob
- 05 - The Voltage Villain / The Giggler
- 06 - The Gumdrop Kid / Professor Presto
- 07 - TV or Not TV / Stop Horsing Around
- 08 - Mirror, Mirror On The Wall / Great Movie Mystery
- 09 - The Claw / Phooey Vs. Phooey
- 10 - The Abominable Snowman / Professor Crosshatch
- 11 - Goldfisher / Green Thumb
- 12 - From Bad To Verse / Kong and the Counterfeiters
- 13 - The Great Choo Choo Robbery / Patty Cake, Patty Cake, Bakery Man
- 14 - Mr. Tornado / The Little Crook Who Wasn't There
- 15 - Dr. Disguiso / The Incredible Mr. Shrink
- 16 - Comedy Cowboys

## Dubladores[5]

### Nos Estados Unidos
- Hong-Kong Fu/o zelador Penry: Scatman Crothers
- Sgto. Flint: Joe E. Ross
- Rosemary: Kathy Gori
- China: efeitos vocais de Don Messick

### No Brasil
- Estúdio: Herbert Richers
- Hong-Kong Fu/o zelador Penry: Orlando Drummond
- Sgto. Flint: Castro Gonzaga
- Rosemary: Selma Lopes
- China: efeitos vocais de Don Messick